# 生物理工学部
生物理工学部（せいぶつりこうがくぶ）は、バイオテクノロジーを教育研究するために日本の大学におかれている学部の名称である。
一般に理学部、工学部、農学部（食品科学）で個別に扱われてきた学問領域を統合した学部とされている。

## 近畿大学生物理工学部
概要
「生物に学ぶ工学」をテーマとして和歌山に開設された学部。
沿革
- 1993年 開設
- 2010年 学科改組

設置学科
2010年1年次入学生まで
- 生物工学科
- 遺伝子工学科
- 電子システム情報工学科
- 知能システム工学科
- 生体機械工学科

2010年1年次入学生から
- 生物工学科
- 遺伝子工学科
- 食品安全工学科　（HACCP管理者養成）
- 生命情報工学科（2017年4月より）
- 人間環境デザイン工学科（2017年4月より）
- 医用工学科　（臨床工学技士養成）

## 東海大学生物理工学部
概要
学部の英称を“The School of Biological, Science and Engineering”と称する。
沿革
- 1988年4月 - 北海道東海大学工学部（生物工学科、海洋環境学科、情報システム学科）が開設。
- 2008年4月 - 東海大学、九州東海大学、北海道東海大学を統合し、東海大学生物理工学部（生物工学科、海洋生物科学科、生体機能科学科）として、改組・開設。
- 2012年   - 学生の募集停止。

設置学科
- 生物工学科
- 海洋生物科学科
- 生体機能科学科